# Constitution thaïlandaise de 2017
Pour les articles homonymes, voir Constitution de la Thaïlande.
Constitution thaïlandaise de 2014
La constitution thaïlandaise de 2017 est la loi fondamentale de la Thaïlande. Elle été adoptée le 7 août 2016 à la suite d'un référendum tenu le même jour, et est entrée en vigueur le 6 avril 2017,.

## Histoire
Elle a été promulguée le 6 avril 2017 par le roi Rama X, après avoir fait l'objet d'amendements de sa part visant à renforcer ses pouvoirs.
Ce sont six changements au total qui ont été opérés. Ceux-ci donnent le droit au roi de nommer le régent, ne rend pas obligatoire le remplacement du monarque par le régent quand il se trouve à l'étranger et donne au roi le droit d'arbitrer une crise politique.